# آريس غالاكسي
آريس غالاكسي (بالإنجليزية: Ares Galaxy)‏ هو برنامج حر لتبادل الملفات لشبكة آريس. تمت برمجته من خلال دلفي، ويعمل تحت مايكروسوفت ويندوز.